# Sparganophilus eiseni
Sparganophilus eiseni är en ringmaskart. Sparganophilus eiseni ingår i släktet Sparganophilus och familjen Sparganophilidae. Inga underarter finns listade i Catalogue of Life.